# بوغياني أنيق
بوغياني أنيق (الاسم العلمي: Pleospora elegans) هي نوع من الفطريات يتبع جنس البوغياني من الفصيلة البوغيانية.